# Erika Valek
Erika Yaneth Valek (Bucaramanga, 9 de abril de 1982) es una baloncestista colombiana. Juega de base y su primer equipo fue Phoenix Mercury. 

## Universidad
Valek jugó para la Escuela Secundaria Coronado Lubbock en Lubbock, Texas, donde fue incluida en el equipo americano por la WBCA. Ha participado en el juego de las estrellas universitario de la WBCA del 2000, donde anotó seis puntos.
En 2003 ganó el Frances Pomeroy Naismith Award  como la mejor baloncestista de menos de 1.70 m. En esta misma temporada fue elegida dentro del equipo de la Big Ten Conference  y el equipo de la región este por la NCAA.

## Profesional
Fue elegida por Tulsa Shock en el Draft de 2004 de la WNBA, el equipo la cedió junto con su compañera de la universidad Shereka Wright y Sheila Lambert a cambio de Chandi Jones en un acuerdo el día del draft con Phoenix Mercury. Valek, sin embargo, fue separada del equipo antes de la temporada regular y no jugó para el equipo.

## Trayectoria
- Tulsa Shock - (Estados Unidos): 2004.
- Phoenix Mercury - (Estados Unidos): 2004.
- Purdue Boilermakers - (Estados Unidos):[1]
- Kastoria - (Grecia)
- Botasspor Adana - (Turquía)
- Caja Rural Verona Norte - (España)
- Solna Vikings - (Suecia)
- Medellín - (Colombia)
- Sallen - (Suecia): 2011.[2]
- La Estancia de Popayán - (Colombia): 2014-

## Palmarés
- Juegos Centroamericanos y del Caribe:
  -  Bronce (1): 2006
- Juegos Bolivarianos
  -  Oro (2): 2005, 2009[3]